# Constance florale

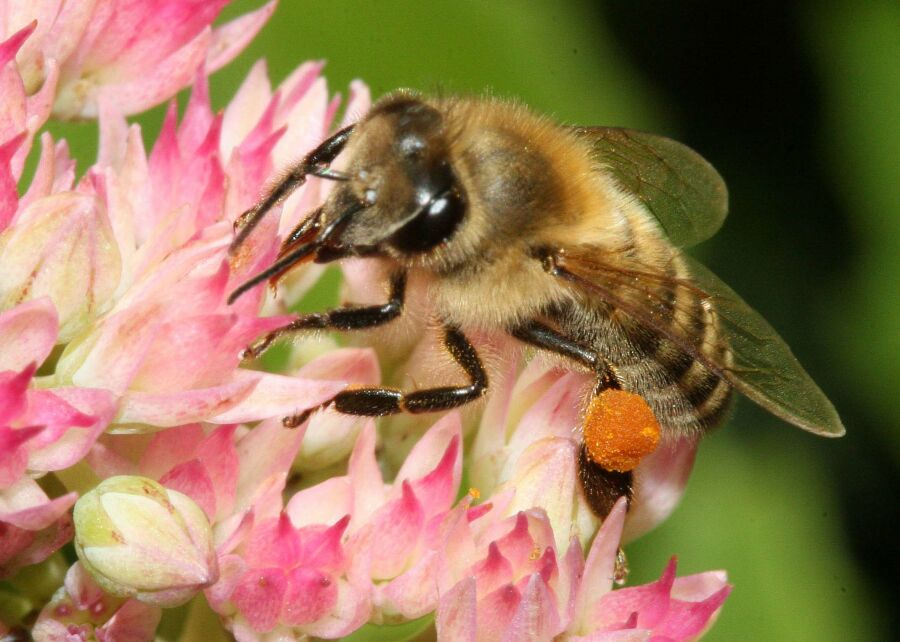
Abeille carniolienne (Apis mellifera carnica) butinant sur une inflorescence de Hylotelephium 'Herbstfreude' (orpin reprise).

La constance florale ou fidélité florale se définit comme la tendance d'un pollinisateur à visiter exclusivement certaines espèces de fleurs ou formes florales au sein d'une espèce donnée, sans aller sur d'autres espèces de fleurs disponibles et qui pourraient, potentiellement, être plus intéressantes, par exemple contenant plus de nectar,,.
La constance florale est différente des autres types de spécialisation des insectes, tels que les préférences innées pour certaines couleurs ou certains types de fleurs, ou la tendance des pollinisateurs à visiter les fleurs les plus gratifiantes et les plus abondantes. 
La constance florale a été observée chez certains insectes pollinisateurs, en particulier des abeilles (Apis mellifera), des bourdons (Bombus terrestris), et des papillons (Thymelicus flavus).
Les abeilles, par exemple, ont montré une préférence pour certains types de fleurs et y retournent constamment même si d'autres fleurs plus gratifiantes sont accessibles. Cela a été confirmé notamment par des expériences dans lesquelles les abeilles sont restées fidèles à une fleur sans chercher à se nourrir sur d'autres fleurs disponibles mais d'une couleur différente de celle de leur type de fleurs préféré.

## Constance florale en tant que comportement adaptatif
La constance florale favorise la pollinisation des fleurs, car les pollinisateurs qui sont fidèles à une fleur sont plus susceptibles de transférer le pollen d'autres plantes de la même espèce.
En outre, la constance florale prévient la perte de pollen lors de vols interspécifiques et empêche les pollinisateurs de saturer les stigmates avec du pollen d'autres espèces de fleurs.
La constance florale favorise la pollinisation des fleurs mais elle n'est probablement pas si évidemment  adaptative pour les pollinisateurs. Les pollinisateurs qui présentent un comportement constant ignorent d'autres fleurs qui pourraient fournir plus de nectar (récompense) que leur type de fleur préféré. De ce fait, la constance florale semble contredire optimales les modèles de butinage, qui impliquent que les insectes minimisent leurs déplacements entre les ressources alimentaires et donc se nourrissent d'un mélange de ces ressources afin de maximiser leur apport énergétique par unité de temps.
En raison de cette contradiction apparente, de nombreuses hypothèses ont été proposées pour expliquer la constance florale chez les insectes afin de déterminer la capacité d'adaptation de la constance florale. Une des explications les plus populaires est que les insectes qui sont fidèles à un type de fleurs ont limité leur espace de mémoire et ne peuvent se concentrer que sur un seul type de fleur à la fois.

## Limitation de la mémoire comme explication de la constance florale
Les insectes, comme les autres animaux, ont de la mémoire de court terme ou « mémoire de travail » dans laquelle l'information est stockée temporairement pour quelques secondes ou minutes. En outre, les insectes ont une mémoire de long terme, ou « mémoire de référence », qui stocke les informations pendant des heures ou davantage. Une des explications les plus répandues pour la constance florale, c'est que les insectes ne peuvent identifier et traiter qu'un seul type de fleurs ou d'espèces à la fois.
Inversement, selon d'autres hypothèses, les insectes, par exemple les abeilles, peuvent stocker de grandes quantités d'informations (emplacement de la ruche, massifs de fleurs, existence de points de repère environnants) dans leur mémoire de long terme ou de la mémoire de référence. 

## Autres hypothèses qui pourraient expliquer la constance florale

### Hypothèse de l'investissement d'apprentissage
L'hypothèse de l'investissement d'apprentissage se réfère à la capacité d'un insecte à apprendre une compétence motrice pour manipuler un type de fleurs ou d'espèces et en recueillir le nectar. L'apprentissage de ces compétences motrices pourrait nécessiter un investissement substantiel et changer de types de fleurs ou d'espèces pourrait être inefficace et par conséquent non-adaptatif. Se concentrer pour s'alimenter sur un seul type particulier de fleurs augmente l'efficacité de l'insecte pour butiner le nectar de ce type de fleurs par rapport à d'autres types de fleurs éventuellement disponibles. 

### Hypothèse du coût de l'information
L'hypothèse du coût de l'information explique la constance florale sur la base du fait que les insectes restent fidèles et s'alimentent sur un seul type de fleurs, car ils savent qu'ils obtiennent un résultat fiable, le nectar. L'insecte ne s'aventure donc pas à se nourrir sur d'autres types de fleurs, car il ne peut pas prédire la quantité de nectar de ces autres fleurs et pourrait surtout perdre du temps de butinage à tester d'autres fleurs qui pourraient contenir moins de nectar.

### Hypothèse de la partition des ressources
Chez les butineurs sociaux, la constance florale pourrait avantager la colonie en ce sens que les butineuses évitent la concurrence avec d'autres butineuses en se spécialisant sur un type spécifique de fleurs ou d'espèces. Dans ce cas, les insectes, comme les abeilles, deviennent fidèles à un type de fleurs pour éviter la concurrence et augmenter ainsi l'efficacité du butinage.